# 에네웨타크 환초

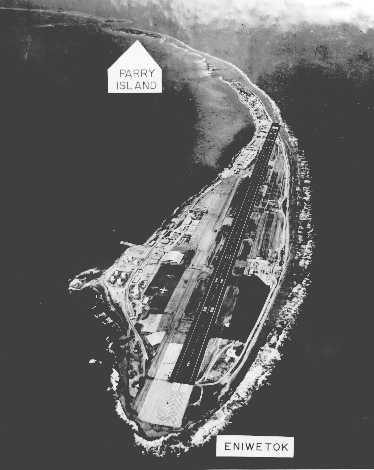
하늘에서 본 에네웨타크 환초

에네웨타크 환초(Enewetak Atoll)는 태평양에 위치한 마셜 제도의 환초로, 랄리크 열도에 속하며 40개 섬으로 구성된 환초이다. 마셜 제도를 구성하는 24개 입법 선거구 가운데 하나이며 비키니 환초에서 서쪽으로 305km 정도 떨어진 곳에 위치하고 있고 랄리크 열도 최서단에 위치한다. 육지 면적은 5.85km2, 석호 면적은 80km2, 인구는 853명(1999년 기준)이다.
제2차 세계 대전 기간인 1944년 에네웨타크 전투에서 미군이 일본군을 몰아낸 이후 1986년 독립할 때까지 미국의 신탁통치령으로 남아 있었으며 미국은 1948년부터 1958년까지 이 곳 부근에서 핵 실험을 43번 실시했다. 1952년 11월 1일 엘루겔라브섬이 핵 실험으로 인해 사라졌다.

## 사진

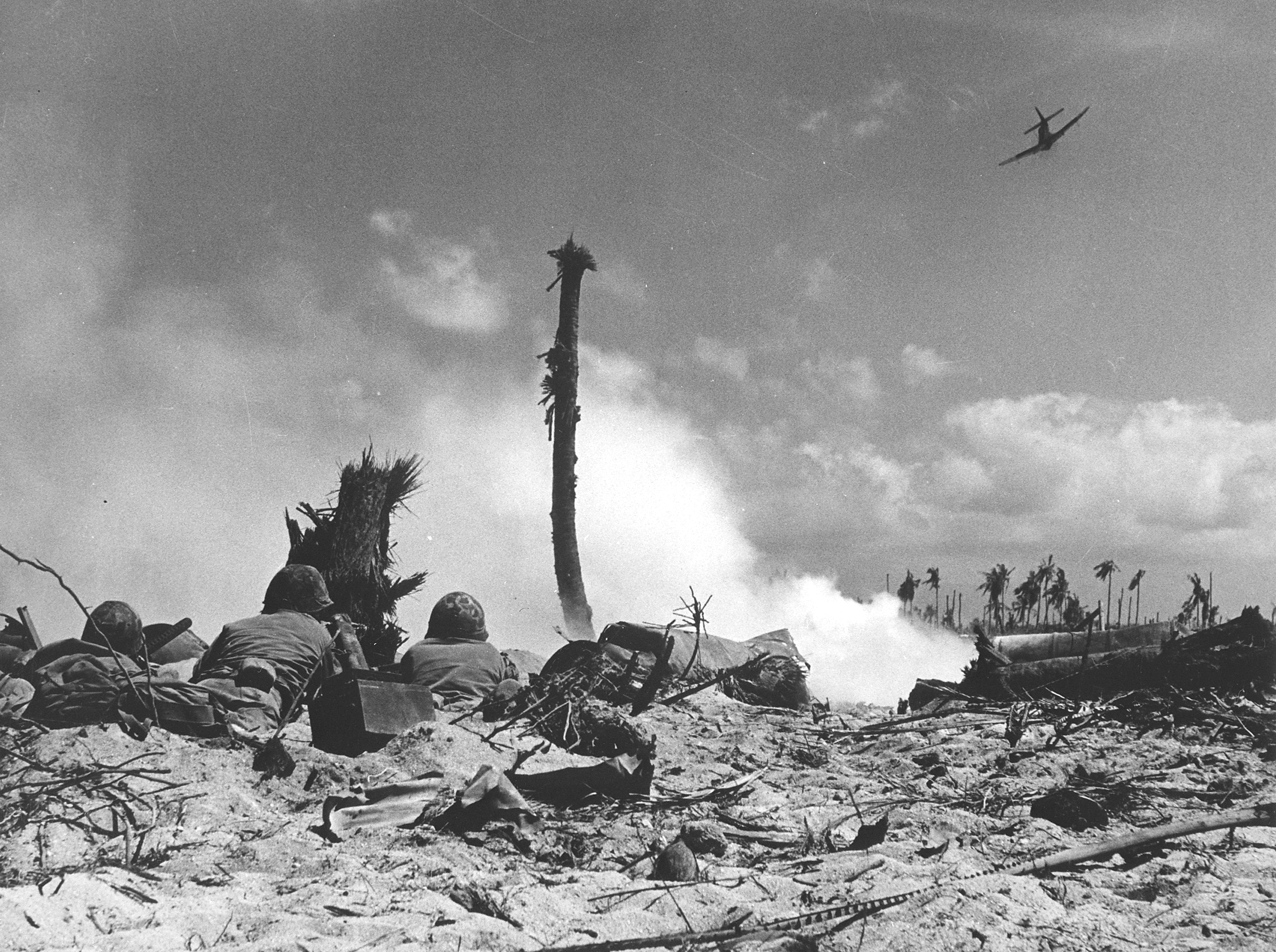
1944년 에네웨타크 환초를 공격하는 미군
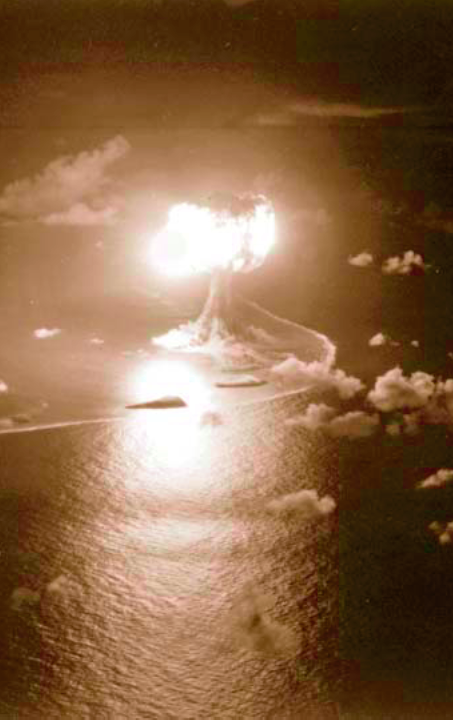
1948년 4월 14일에 실시된 샌드스톤 작전 (X선 실험)
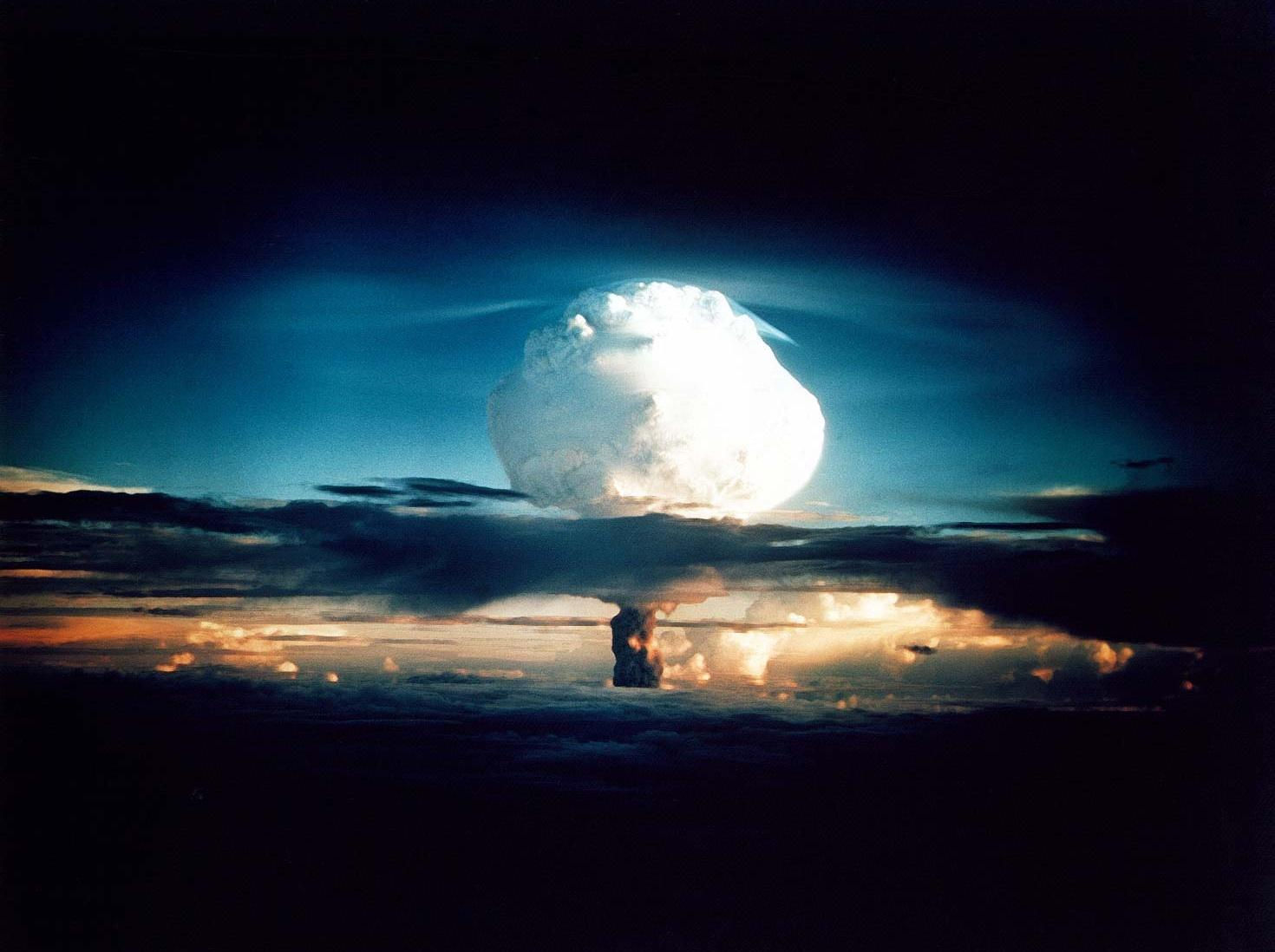
1952년 11월 1일에 실시된 아이비 작전 (핵무기 마이크를 이용한 실험)
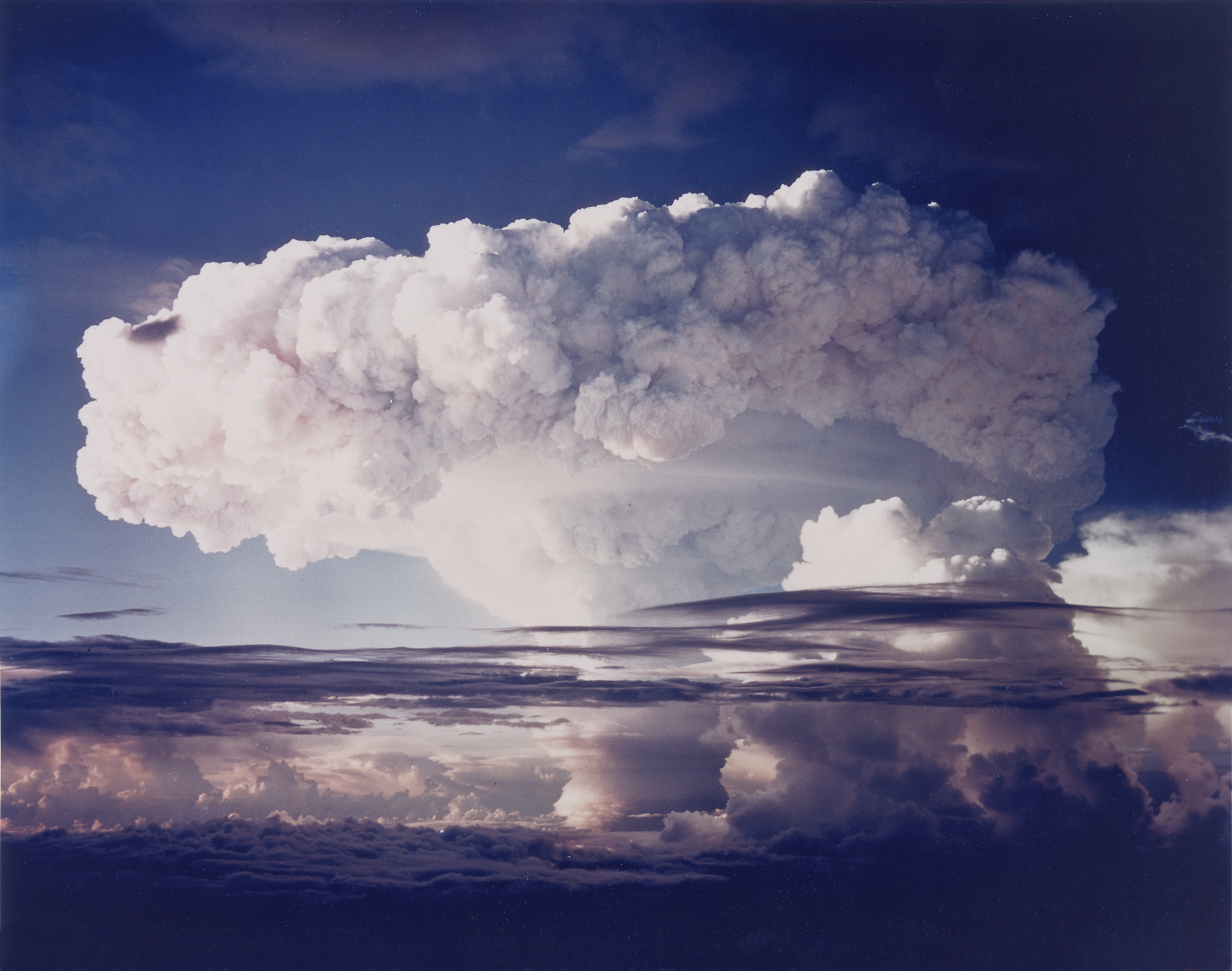
1952년 11월 1일에 실시된 아이비 작전 (핵무기 마이크를 이용한 실험으로 인해 생긴 거대한 버섯 구름)
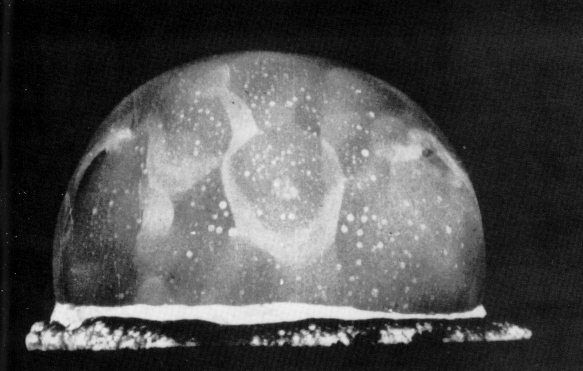
그린하우스 작전 때 핵무기 조지를 이용한 실험 때 폭발 한지 20밀리초가 지난 이후에 생긴 화구
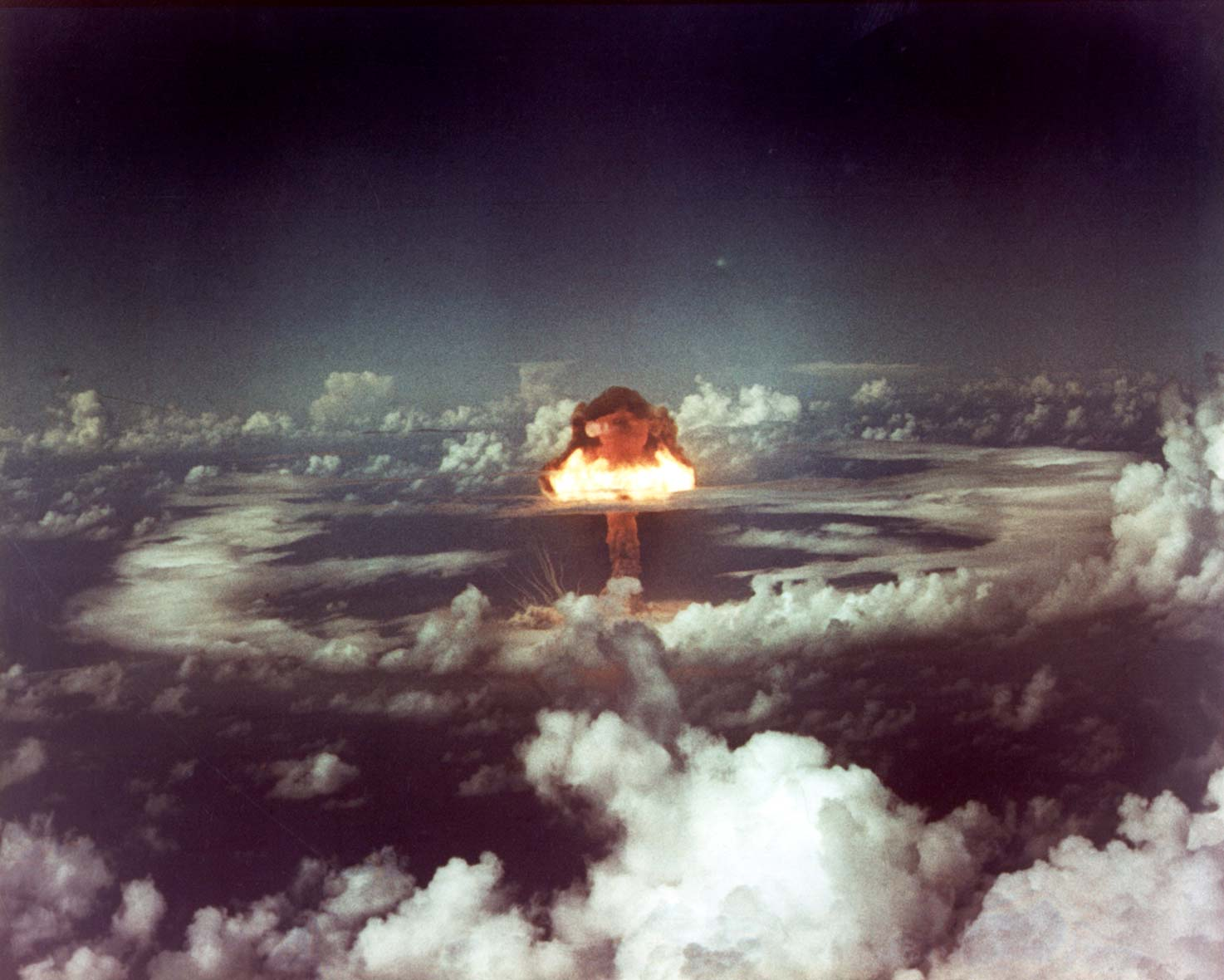
1952년 11월 1일에 실시된 아이비 작전 (핵무기 킹을 이용한 실험)
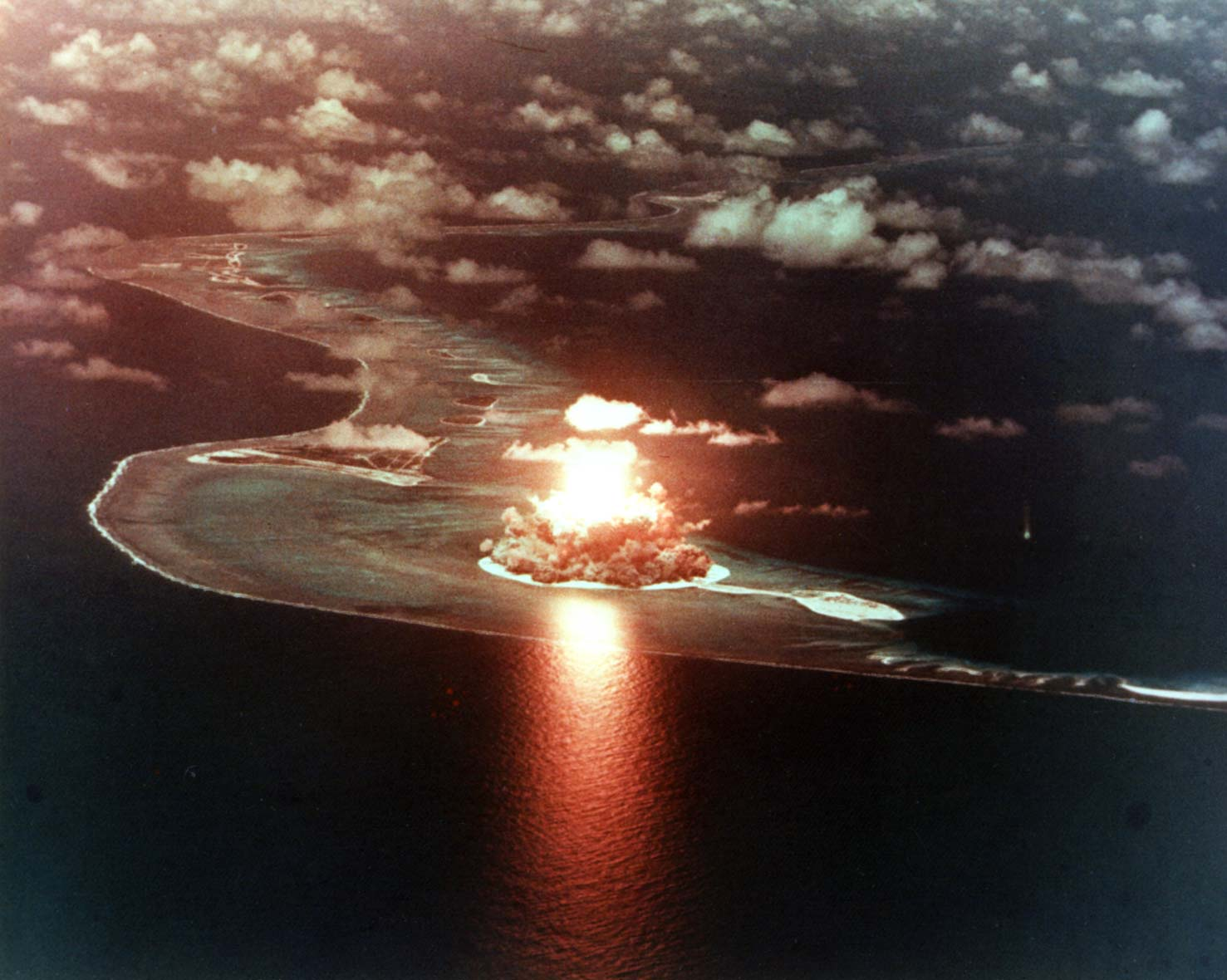
레드윙 작전 때 핵무기 세미놀을 이용한 실험 (폭발 직후)
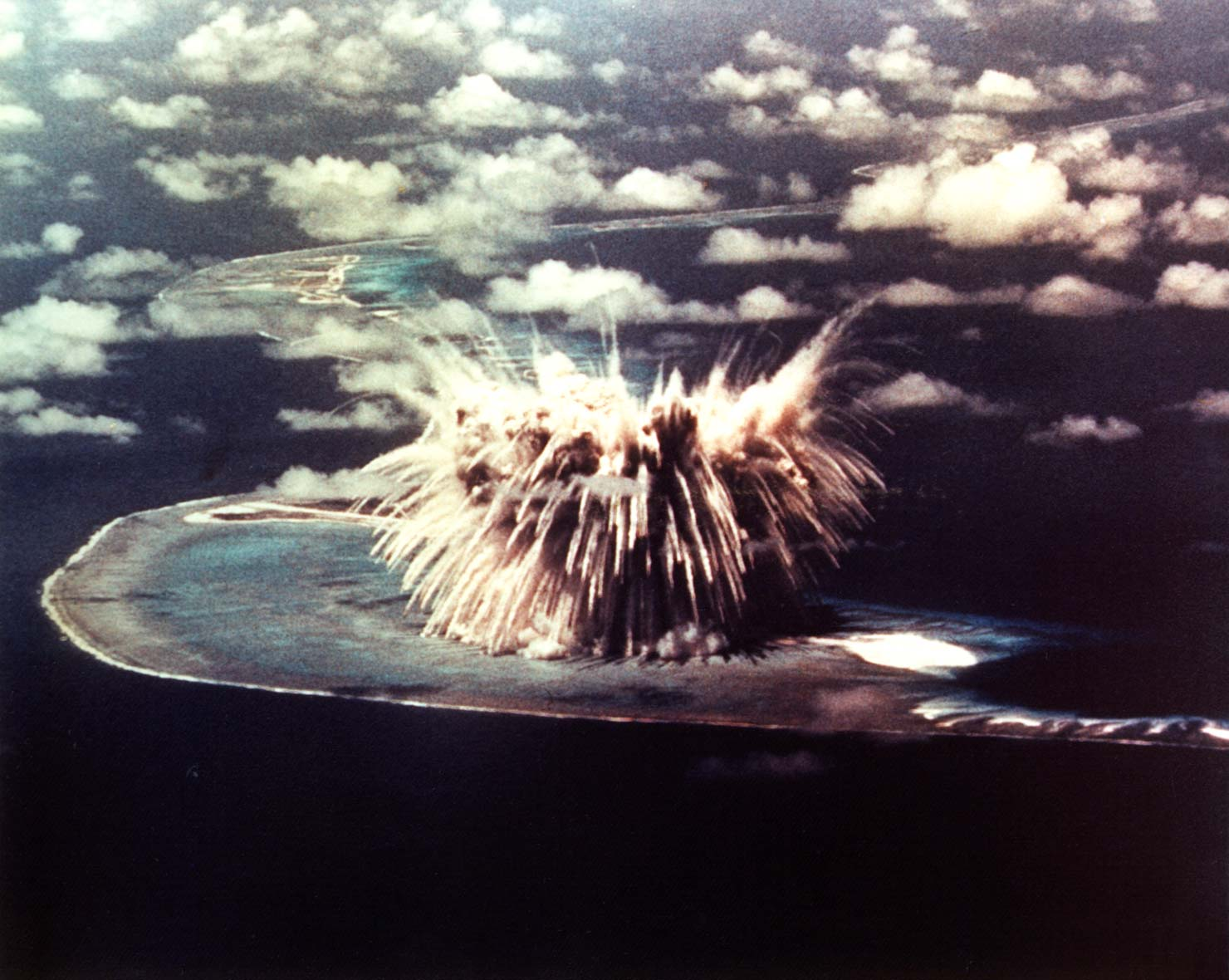
레드윙 작전 때 핵무기 세미놀을 이용한 실험 (방사성 강하물이 쏟아지는 모습)
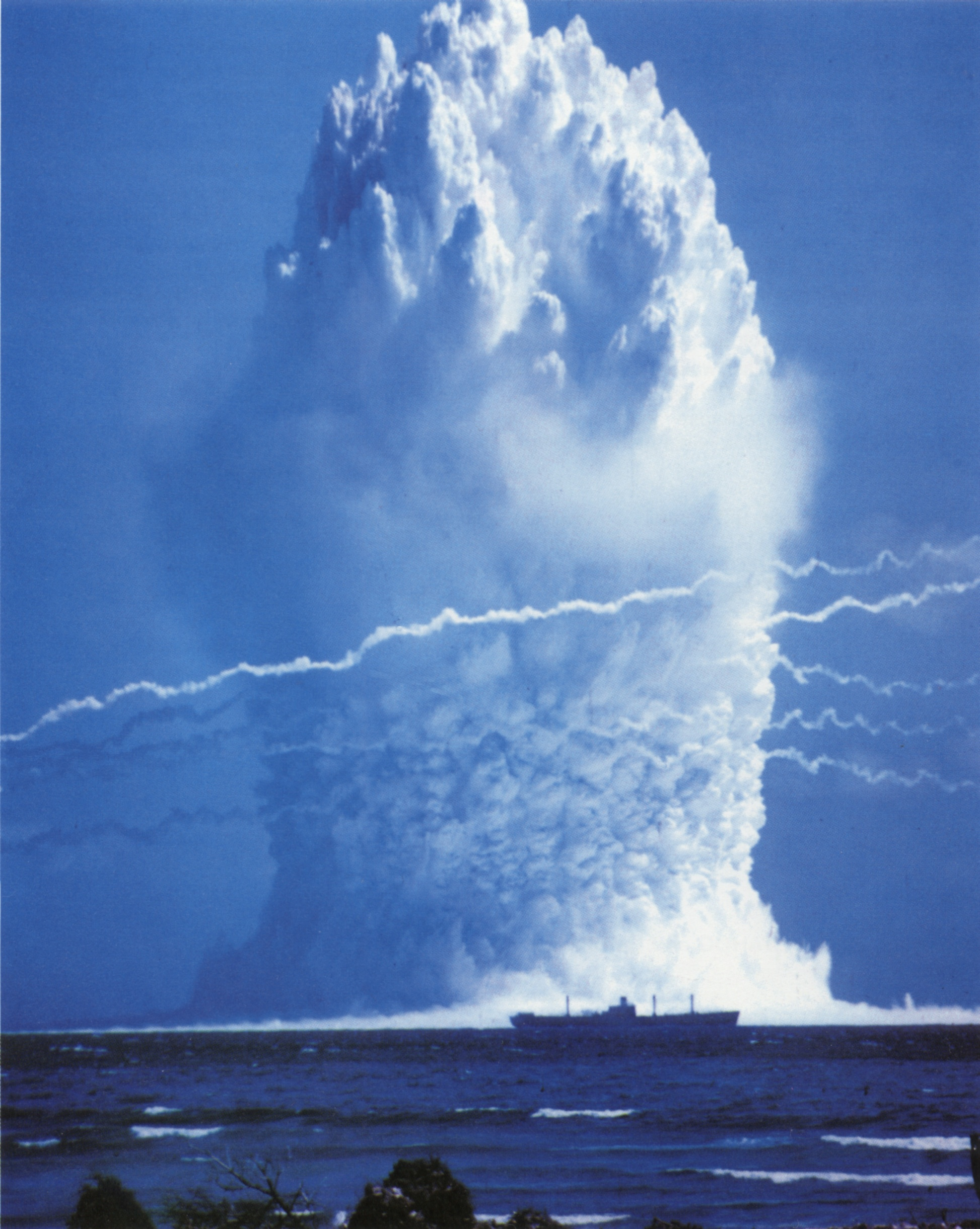
하드탁 작전 때 핵무기 엄브렐러를 이용한 수중 실험으로 인해 생긴 거대한 물기둥
- 에네웨타크 환초에서 3차례 실시된 핵실험 영상